# 埃皮尼亚克
埃皮尼亚克（法語：Epiniac，法語發音：[epinjak]）是法国伊勒-维莱讷省的一个市镇，位于该省北部，属于圣马洛区。

## 地理
埃皮尼亚克（48°30'36"N, 1°41'46"W）面积23.77 平方千米，位于法国布列塔尼大區伊勒-维莱讷省，该省份为法国西北部沿海省份，位于布列塔尼半岛东部，北濒大西洋，西接阿摩尔滨海省和莫尔比昂省，南至大西洋卢瓦尔省，西南端接曼恩-卢瓦尔省，东临马耶讷省，东北与芒什省接壤。
与埃皮尼亚克接壤的市镇（或旧市镇、城区）包括：巴盖尔莫尔旺、巴盖尔皮康、博讷曼、拉布萨克、布鲁阿朗、屈冈、布列塔尼地区多勒、特雷默厄克。

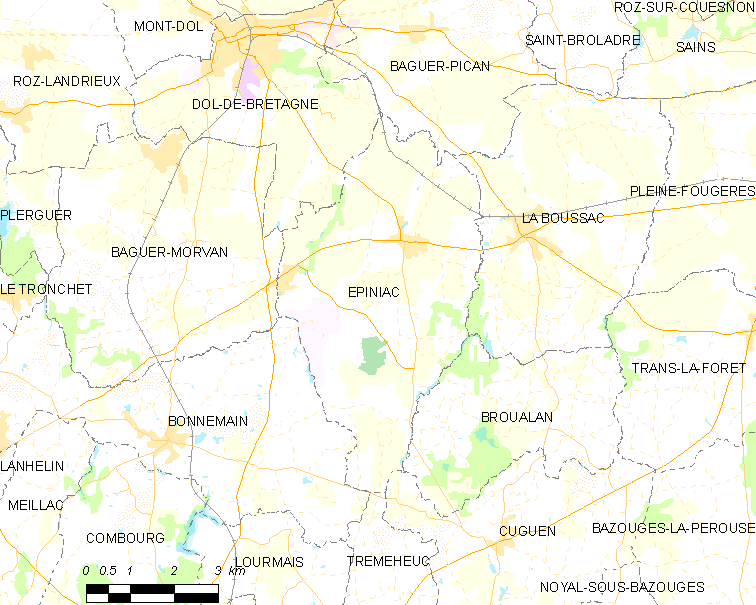
埃皮尼亚克的OSM定位图

埃皮尼亚克的时区为UTC+01:00、UTC+02:00（夏令时）。

## 行政
埃皮尼亚克的邮政编码为35120，INSEE市镇编码为35104。

## 政治
埃皮尼亚克所属的省级选区为布列塔尼地区多勒县。

## 人口

1962-2008年间埃皮尼亚克人口变化图示

埃皮尼亚克于2022年1月1日时的人口数量为1423人。